# Anna Bijns Prijs

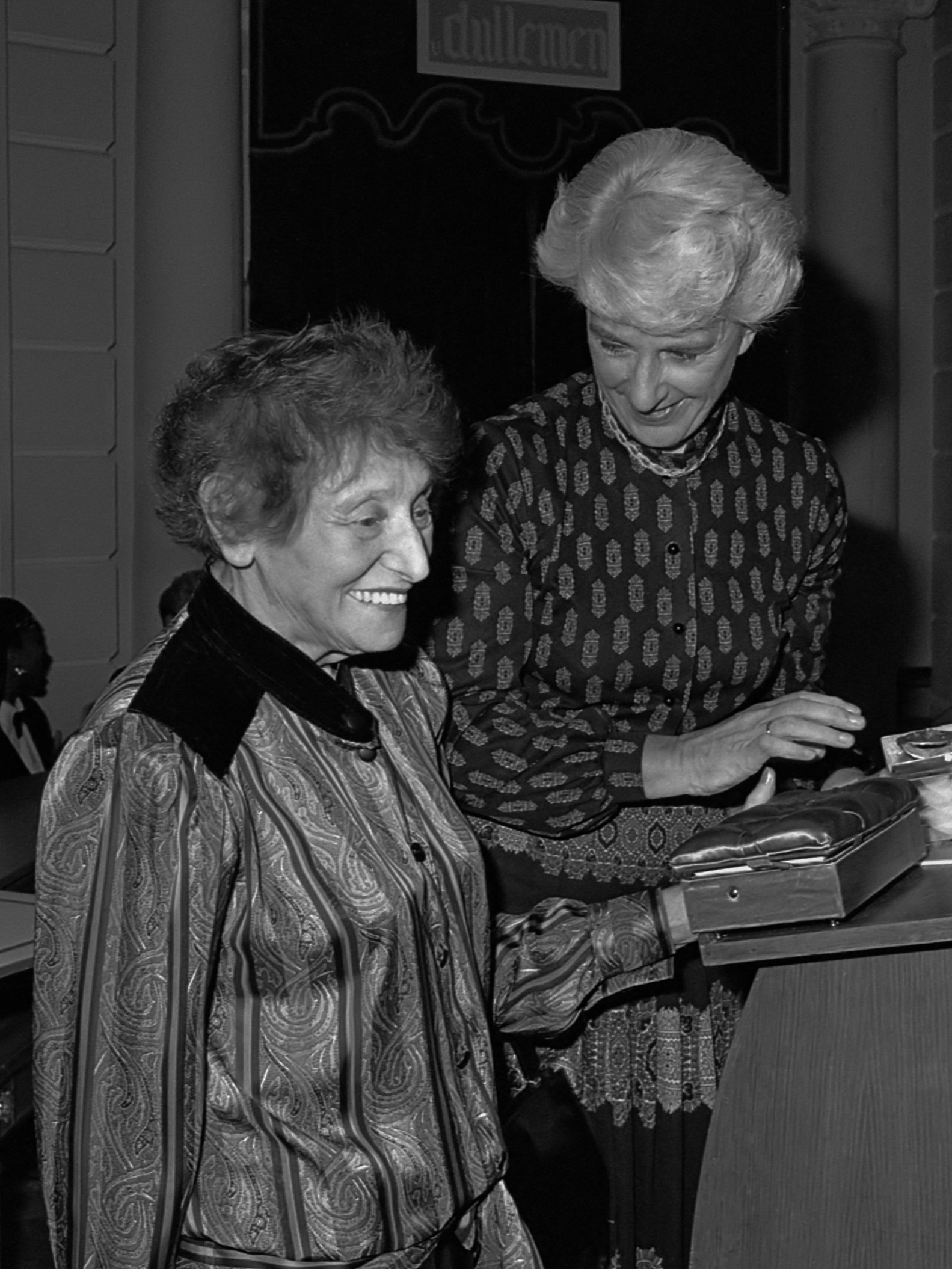
Uitreiking Anna Bijns Prijs aan Josepha Mendels, 1985

De Anna Bijns Prijs was een prijs die werd ingesteld door de Anna Bijns Stichting voor de bekroning van een Nederlandstalige schrijfster. 
De stichting en de prijs zijn genoemd naar Anna Bijns (Antwerpen 1493 - 1575), een refreindichteres en 'schoolmeesteres' uit Antwerpen. De stichting is opgericht door Renate Dorrestein, Anja Meulenbelt, Caroline van Tuyll en Elly de Waard. De prijs werd van 1985 tot 2005 tweejaarlijks afwisselend toegekend aan proza en poëzie, en was een oeuvreprijs waarbij het oeuvre zowel in stijl, vorm, aanpak als in thematiek uiting moest geven aan de realiteit en de verbeeldingswereld van vrouwen. Van 2005 tot 2016 was het een titelprijs met als hoofddoelstelling aandacht voor Nederlandstalige literatuur van vrouwen. Aan de prijs was een geldsom van 10.000 euro belastingvrij verbonden, een kunstwerk van Eric Don en de door de winnares mede in te vullen Anna Bijns Lezing.
Per 2016 heeft de Anna Bijns Stichting de prijs opgeheven om meer focus te kunnen leggen op publieksevenementen.

## Laureaten
- 1985: Josepha Mendels - proza
- 1987: Ellen Warmond - poëzie
- 1989: Inez van Dullemen - proza
- 1991: Christine D'haen - poëzie
- 1993: Elisabeth Keesing - proza
- 1995: Hanny Michaelis - poëzie
- 1997: Aya Zikken - proza
- 1999: Hélène Nolthenius - proza
- 2001: Marie Kessels - proza
- 2003: Helga Ruebsamen - proza
- 2005: Anneke Brassinga voor haar bundel Timiditeiten - poëzie
- 2007: Wanda Reisel voor de roman Witte liefde - proza
- 2009: Tjitske Jansen voor de bundel Koerikoeloem - poëzie
- 2012: Minke Douwesz voor de roman Weg - proza
- 2014: Maria Barnas voor haar bundel Jaja de oerknal - poëzie

## Anna Bijns Lezing
- 2012 Rachel Cusk
- 2013 Lionel Shriver

Aletta Jacobsprijs · Aletta van Nu Prijs · Anna Bijns Prijs · Colombina · Corrie Hermannprijs · Courbois-parel · Els Borst Netwerk Inspiratieprijs · Femme van het Jaar · Harriët Freezerring · Helena Rubinsteinprijs · Hilda van Suylenburg prijs · Johanna W.A. Naberprijs · Joke Smit-prijs · Kartiniprijs · Liesbeth van Dorsser Keusprijs · Liese Prokop-vrouwenprijs · Maria Tesselschadeprijs · Marie-Popelinprijs · Opzij Literatuurprijs · Opzij Top 100 -  Pieternel Rolprijs · Theo d'Or · Theo Mann-Bouwmeesterring · Theodora Niemeijer Prijs · Topvrouw van het jaar - De Triomf · Victorine Heftingprijs · Vrouw in de Media Award · Wilhelmina Druckerprijs · Women's Prize for Fiction · Zakenvrouw van het jaar · Zonta Award